# Старк, Борис Георгиевич
Борис Георгиевич Старк (2 (15) июля 1909, Кронштадт — 11 января 1996, Ярославль) — митрофорный протоиерей Русской православной церкви, миссионер.

## Биография
Борис Георгиевич Старк родился 15 июля 1909 года в Кронштадте. Его отцом был контр-адмирал Георгий Карлович Старк, командир Сибирской военной флотилии, эмигрировавший во Францию в 1922 году. В связи с заболеванием матери туберкулёзом в девять лет был вынужден пойти работать рассыльным. Борис присоединился к отцу в Париже в 1925 году, когда ему было шестнадцать лет. Закончил технический институт в Париже и работал инженером-электриком.
В студенческие годы принимал активное участие в Русском студенческом христианском движении (РСХД). Оставил карьеру инженера и занялся изучением богословия. Окончил миссионерские курсы в Париже.
В 1937 году был рукоположён митрополитом Евлогием (Георгиевским) в сан диакона, затем — в сан пресвитера. Служил в Никольском храме при Русском старческом доме в Сент-Женевьев-де-Буа близ Парижа.
В 1952 году Борис Старк вернулся на Родину. Сначала год служил в Иоанно-Златоустовском кафедральном соборе Костромы, затем был одновременно настоятелем Свято-Духовского собора и секретарём епархиального управления в Херсоне. Позже назначен профессором Одесской семинарии.
В 1960 году переведён в Ярославскую епархию настоятелем Вознесенско-Георгиевского храма Рыбинска и благочинным Рыбинского округа, а затем был назначен в ярославский Феодоровский кафедральный собор. Возведён в сан протоиерея. Награждён правом ношения митры, второго креста, а также Патриаршим крестом и тремя орденами Русской Православной Церкви.
Отец Борис скончался в Ярославле 11 января 1996 года. Похоронен на Туговском кладбище.

## Семья
В 1929 году женился на Наталье Дмитриевне Абашёвой. В их семье родились четверо детей: дочь (Вера (1931—после 2012) вышла замуж за инженера Н. И. Вишневского) и три сына (первый — Сергей — умер в детстве (1930—1940), двое других, Михаил (1944—2001) и Николай (1946—2001), стали священниками в Ярославской епархии).

## Награды
- Орден святого благоверного князя Даниила Московского II степени.
- Орден святого равноапостольного великого князя Владимира II степени
- Орден преподобного Сергия Радонежского III степени.

## Сочинение
- Пятьдесят лет священства // Журнал Московской Патриархии. М., 1953. № 11. стр. 64.
- В 1-е воскресенье Великого поста // Журнал Московской Патриархии. М., 1977. № 2. стр. 37-38.
- Встреча с Воскресшим Христом (Лк. 24, 12-35) // Журнал Московской Патриархии. М., 1990. № 4. стр. 43.
- Слово после пассии // Журнал Московской Патриархии. М., 1991. № 2. стр. 43-44.
- Прот. Борис Старк. Вся моя жизнь — чудо: Воспоминания и проповеди. — М.: Православный Свято-Тихоновский гуманитарный университет, 2009. — 800 с. — ISBN 978-5-7429-0411-3.